# Katholische Front / Front der militanten Katholiken
Die Katholische Front/Front der militanten Katholiken war eine politische Organisation in der Schweiz, die der Frontenbewegung zugerechnet wird.

## Geschichte
1933 gründeten die Brüder Carl und Fridolin Weder die Katholische Front. Hauptaktionsgebiete waren die Kantone St. Gallen, Appenzell Innerrhoden und Thurgau. Es wurde eine Zeitung publiziert, Das neue Volk. Später wurde auch die Organisation Front der militanten Katholiken gegründet.
Die Organisation strebte eine Rekatholisierung der Schweiz an und wandte sich im politischen Bereich gegen Liberalismus und Kommunismus. Letzteres brachte die Organisation, wie die gesamte Frontenbewegung, anfänglich in gewisse Nähe zum italienischen Faschismus und zum Nationalsozialismus.
1938 verschwand die Organisation aus dem öffentlichen Leben.